# Stoczki (województwo podlaskie)
Stoczki – wieś w Polsce położona w województwie podlaskim, w powiecie białostockim, w gminie Turośń Kościelna.
| SIMC    | Nazwa       | Rodzaj    |
| ------- | ----------- | --------- |
| 0042910 | Ogrodniczki | część wsi |

W latach 1975–1998 miejscowość położona była w województwie białostockim.
Przez miejscowość przebiega droga wojewódzka nr 682.
Wierni kościoła rzymskokatolickiego należą do parafii Świętej Trójcy w Turośni Kościelnej.